# Івиця Рачан
Івиця Рачан (хорв. Ivica Račan; 24 лютого 1944 — 29 квітня 2007) — хорватський політик, колишній (сьомий) прем'єр-міністр Хорватії.

## Біографія

### Раннє життя
Він народився в місті Еберсбах, в Німеччині, куди його мати була інтернована до табору. Він і його мати вижила під час бомбардування союзниками Дрездена, в якому вони ховалися протягом кількох днів у підвалі зруйнованого будинку.
У 1970 році він закінчив юридичний факультет Загребського університету.

### Початок політичної діяльності
У соціалістичній Югославії, Рачан зайнявся політикою в 1972 році і став членом Союзу комуністів Хорватії. У 1970-х роках він повільно піднявся на свої позиції всередині партії після усунення з провідних позицій реформістів унаслідок поразки хорватської весни. До кінця 1980-х років він став одним із лідерів партії. Він став її керівником у 1989 році.
Рачан очолював делегацію Хорватії на XIV з'їзді Союзу комуністів Югославії, який відбувся наприкінці січня 1990 року. На з'їзді переважали прихильники Слободана Мілошевича і пропозиції делегацій Словенії та Хорватії постійно відхилялися. Після цього словенська, а потім і хорватська делегації покинули з'їзд.
Рачан зламав одне з табу соціалістичної Югославії: він був першим головою Центрального комітету Союзу комуністів Хорватії, який публічно привітав вірян у Хорватії на Різдво в 1989 році, і організував багатопартійні вибори кількома місяцями пізніше.
Після багатопартійних виборів, він став лідером реформованого Союзу комуністів Хорватії (який додав до назви слова: Партія демократичних змін). Під час кампанії з багатопартійних виборів 1990 Рачан викликав бурю суперечок, коли він назвав партію Хорватська демократична співдружність (хорв. Hrvatska Demokratska Zajednica, ХДС), можливого переможця виборів, «політичною партією з небезпечними намірами».
Його партія програла вибори, але залишилася другою за величиною партією у новому парламенті, і Рачан продовжував свою політичну кар'єру, цього разу першим лідером опозиції в історії сучасної Хорватії.

### Прем'єр міністр
У 2000 Івиця Рачан очолив коаліційний уряд з представників Соціал-демократичної партії Хорватії і Хорватської соціал-ліберальної партії, а також ряду інших, дрібніших політичних утворень.
Головним досягненням Івиці Рачана у внутрішній політиці стала зміна конституції Хорватії, завдяки якій країна з мішаної республіки з сильною президентською владою перетворилася на парламентську республіку, в якій прем'єр-міністр і уряд цілком залежать від розстановки сил у Саборі, наділеному реальними владними повноваженнями.
Не авторитарний, компромісний стиль правління Івиці Рачана, а також його курс на співпрацю з Міжнародним трибуналом щодо колишньої Югославії спровокували нестійкість правлячої коаліції та численні внутрішні тертя в уряді, що призвело до розпаду коаліції, а пізніше і до тотальної поразки лівих на виборах 2003 року.

### Останні роки життя
Після поразки на виборах Івиця Рачан продовжив активну політичну кар'єру, проте з кінця 2007 його стан здоров'я погіршується, що змусило його відійти від публічного життя. 11 квітня 2007 Рачан пішов у відставку з поста лідера Соціал-демократичної партії Хорватії, а через два тижні помер від раку нирки. Політика поховано на загребському кладовищі Мирогой.
Івиця Рачан тричі був одружений і мав двох синів від першого шлюбу.